# 1882

## أحداث
- تأسيس منطقة قراط وتقع حاليا في دولة الإمارات العربية المتحدة.
- تأسيس مدينة زاركينت وتقع حاليا في كازاخستان.
- تأسيس مدينة براندون وتقع حاليا في كندا.
- تأسيس مدينة ساسكاتون وتقع حاليا في كندا.
- تأسيس مدينة لابلاتا وتقع حاليا في الأرجنتين.
- تأسيس مدينة ريجاينا وتقع حاليا في كندا.
- تأسيس مدينة إنسينادا وتقع حاليا في المكسيك.
- تأسيس مدينة تاورانجا وتقع حاليا في نيوزيلندا.
- تأسيس مدينة كوتا كينابالو وتقع حاليا في ماليزيا.
- تأسيس مدينة ريشون لتسيون.
- 5 يونيو: تأسيس مدينة سيلكيرك وتقع حاليا في كندا.
- 28 ديسمبر: تأسيس مدينة ريو برانكو وتقع حاليا في البرازيل.
- وقوع الحرب الإنجليزية المصرية بداية من 1 يوليو 1882 إلى 1 سبتمبر 1882.
- 13 سبتمبر - انهزام احمد عرابي في معركة التل الكبير وبداية الاحتلال الإنجليزي لمصر الذي دام 72 سنة.
- إصدار مجلة الأحكام العدلية العثمانية، أول تشريع إسلامي على شكل بنود.
- تأسيس مدينة تزنيت المغربية
- تأسيس نادي توتنهام هوتسبير الإنجليزي

## مواليد
- سليمان التاجي الفاروقي.[1]
- آرثر ستانلي إيدنجتون
- أحمد حلمي عبد الباقي
- إيغور سترافينسكي
- إيمون دي فاليرا
- إيمي نويثر
- الهادي الخياشي
- بيرسي وليمز برجمان
- جرجي نقولا باز
- جون باريمور
- جوينبول
- جيتوليو فارجاس
- جيمز جويس
- جيمس فرانك
- رودولفو غراتسياني
- ريشارد زيكساو
- ريشارد فال
- رينيه كوتي
- زولتان كودالي
- سيغريد أوندست
- عبد الكريم الخطابي
- عبد الله الأول بن الحسين
- عبد المجيد سليم
- عز الدين القسام
- علي ظريف الأعظمي
- علي ماهر باشا
- عوني عبد الهادي
- فرانك كولينز ايمرسون
- فرانكلين روزفلت
- فرجينيا وولف
- فيصل بن سلطان الدويش
- كارل فالنتين
- كورت فون شلايخر
- ماكس بورن
- محمد رفعت
- محمد مصدق
- محمد مناشو
- محمود لبيب
- نجيب باشا محفوظ
- هيربرت باملت
- وديع عقل
- ياكوف بيرلمان
- يون أنتونيسكو
- أمجد الزهاوي.
- أبوبكر الزناتي.
- أبراهام يونبول
- إسماعيل كمالي

## وفيات
- إبراهيم فصيح الحيدري
- تشارلز داروين
- جوزيف بنكوست
- راشد حسني
- رالف والدو إمرسون
- فرانشيسكو هايز
- فريدرش فولر
- فرانسوا شاباس
- كارل إيجون إبرت
- محمد عليش
- ويليام بارتون روجرس
- يانوش أراني

### يوليو
- 29 يوليو - أندرياس آدامز، عالم من المملكة المتحدة.

### ديسمبر
- 6 ديسمبر - لويس بلان - مفكر اقتصادي اشتراكي فرنسي.